# 1957 في المغرب
فيما يلي قوائم الأحداث التي وقعت خلال عام 1957 في المغرب.

## سياسة

### تعيين في المنصب
- 14 أغسطس – محمد الخامس بن يوسف ملك المغرب.

### انتهاء فترة المنصب
- 14 أغسطس – محمد الخامس بن يوسف سلطان المغرب.

## مواليد

### يناير
- 1 يناير – جمال بنعمر دبلوماسي من المملكة المتحدة.
- 1 يناير – عبد الرحيم الصويري مغني مغربي.
- 1 يناير – مجيد بقاس
- 1 يناير – محمد دداش ناشط صحراوي في مجال حقوق الإنسان.

### أبريل
- 25 أبريل – نور الدين الأزرق

### مايو
- 16 مايو – أنس الصفريوي رجل أعمال مغربي.

### ديسمبر
- 10 ديسمبر – أمينة بوعياش ناشطة مغربية.
- 17 ديسمبر – نزهة الركراكي ممثلة مغربية.

## وفيات

### سبتمبر
- 9 سبتمبر – محمد المقري (مواليد 1851) سياسي مغربي.